# Sphenoraia javana
Sphenoraia javana là một loài bọ cánh cứng trong họ Chrysomelidae. Loài này được Wiedemann miêu tả khoa học năm 1819.